# 氷川神社 (さいたま市中央区下落合)
氷川神社（ひかわじんじゃ）は、埼玉県さいたま市中央区の神社。

## 歴史
平安時代後期、源頼義・義家父子が前九年の役で出征する途上、当地で戦勝を祈願し、兵士を募集した。その後、これらの兵士が活躍し勝利したことで、その神恩に報いるため、当地に神社を創建したと伝えられる。
1694年（元禄7年）の『与野領落合村絵図』に「氷川明神」の記載があることから、少なくとも江戸時代前期には既に存在していたものと推測される。
1873年（明治6年）、近代社格制度に基づく「村社」に列せられた。

## 交通アクセス
- 与野本町駅より徒歩8分。